# Comunicación estratégica

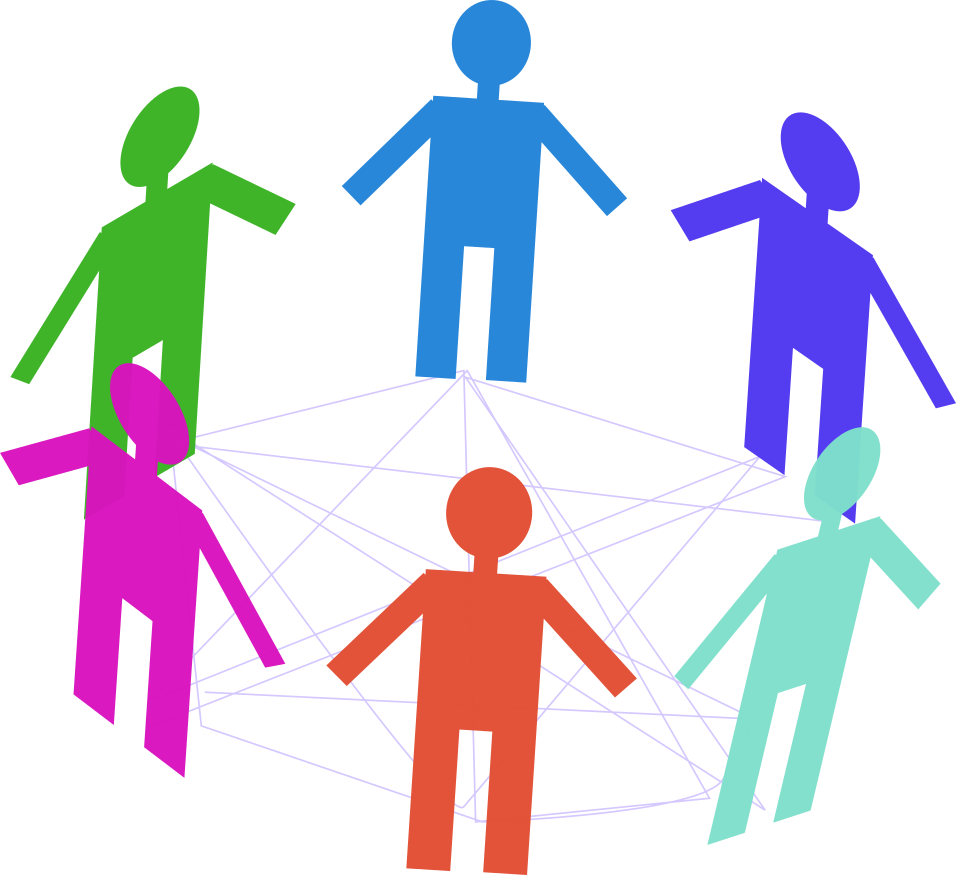
La comunicación dinámica y diversa es el pilar de toda estrategia grupal

Comunicación estratégica es un enfoque de la comunicación social que se propone como una nueva teoría de la comunicación que plantea abordar a la comunicación como fenómeno histórico, complejo, situacional y fluido.
Alejándose de los enfoques sociológicos y semiológicos clásicos que estudian lo comunicativo en tanto significaciones transmitidas, este nuevo enfoque estudia lo comunicacional en tanto acciones y sentidos emergentes que no se desentienden de los acoplamientos dinámicos y evolutivos de la realidad y los sujetos. Define a la comunicación como encuentro sociocultural, en tanto espacio y momento relacionante de la diversidad macrosocial,
 y propone a las Mediaciones, a las Marcas de racionalidad comunicacional y a las Matrices socioculturales como técnicas de análisis metodológico propias de los comunicadores sociales.

## Enfoque y antecedentes
Esta metaperspectiva considera a la comunicación estratégica como espacio de encuentro de las alteridades socioculturales es una nueva matriz de estilo académico y científico, que habilita otro registro de la cuestión comunicacional al reubicar su objeto de estudio desde el paradigma de lo fluido. Al hacerlo, emplaza a los actores en una dimensión del tiempo como experiencia, nos instala en la complejidad de la construcción intersubjetiva de la temporalidad en y a través de los signos y de las emociones como un autodispositivo colectivo. Un desarrollo completo disponible en línea es la conferencia brindada en 2013 en México “Congreso Internacional sobre Comunicación Estratégica - CICE 2013. Comunicación Estratégica, de la teoría a la práctica. Metodología, tecnología y experiencia sistematizada”</ref> Así, la comunicación estratégica se propone como una teoría de la intersubjetividad no dualista que despliega la especificidad de lo comunicacional. Se trata de explorar las modalidades de construcción de lo social sobre las diferencias; no negándolas, pero considerando a la vez su fractalidad, y conjunto de Mandelbrot reconociendo la pauta que replica individuo y sociedad en las matrices socioculturales. Se trata de volver a confiar en la experiencia sensorial aprendiendo a convivir en la contradicción y en la diversidad. 
La teoría trabaja desde las raíces latinoamericanas de la comunicación con los nuevos paradigmas de la ciencia y es subsidiaria de las teorías de la complejidad, los estudios culturales y las semióticas de la presencia.
Esta construcción comunicativa y a la vez comunicacional del orden temporal adopta diferentes configuraciones que el análisis puede captar con metodologías específicamente comunicacionales indagando e interpelando las diferentes racionalidades del encuentro a través del análisis y prescripción de las Marcas de racionalidad comunicacional existentes en cada situación de comunicación. La investigación en comunicación estratégica habilita, inquiere, busca la enacción de otras modalidades del encuentro a partir de la constitución de un cambio social conversacional que se ofrece como un valor agregado a los modelos de investigación tradicional.
En Argentina, la perspectiva fue iniciada por Sandra Massoni, y en la actualidad ha evolucionado a un núcleo de investigación y desarrollo denominado Escuela de Comunicación Estratégica de Rosario, enfocado en estudiar a los fenómenos comunicacionales desde una perspectiva específicamente comunicacional.

## Estrategias comunicacionales

### Como dispositivos
Las estrategias comunicacionales son dispositivos de investigación enactiva.
 Estos proyectos de investigación comunicacional, lejos de pretender instaurar la verdad en términos de un objetivismo obtuso, pretenden hacer cuerpo con el mundo. La idea matriz del movimiento enactivo que desarrolla entre otros autores Francisco Varela,
 es que el conocimiento es acción y no sólo representación del mundo. Eso mismo es lo que hace emerger “mundos” con la investigación, en un espiral sin límites precisables mientras el sistema permanezca “vivo” o “activo”. Así las estrategias de comunicación se presentan como dispositivos de inteligibilidad y a la vez de interpelación de lo real en dimensiones múltiples.
Los dispositivos son “...máquinas para hacer ver y para hacer hablar”. Se trata de artificios cuya configuración habilita la visibilidad de algo que no pre existe, sino que emerge con el dispositivo mismo.
Tradicionalmente, se vinculan las estrategias de comunicación a soluciones normativas, curativas, recetas o fórmulas pre-hechas para ser aplicadas en diferentes escenarios. Sin embargo, la comunicación es un proceso multidimensional y fluido que requiere considerar esta complejidad a la hora de diseñar estrategias sin desentenderse de los acoplamientos dinámicos y evolutivos de la realidad y los sujetos.
Las estrategias de comunicación son dispositivos de diseño, en tanto modalidad de investigación enactiva centrada en acompañar procesos de cambio social conversacional operando en el vínculo micro/macro-social de generación de conocimiento para la innovación.

### Como mapas
Una estrategia de comunicación es un proyecto de compresión, un principio de inteligibilidad que busca abordar la comunicación como fenómeno complejo y fluido. Resulta un dispositivo doble: por un lado, en torno al reconocimiento de la diversidad; y por otro, en torno al sentido enactuado, que emerge a partir de operar otras dimensiones de la comunicación en la situación que aborda la estrategia.
La idea de la estrategia como un proyecto de compresión puede ser ilustrada con la metáfora del mapa. En el marco de un mundo que cambia incesantemente, las estrategias –como los mapas– son dispositivos de inteligibilidad, que orientan nuestra acción en busca de un objetivo de transformación, como los viajes. El mapa es una especial condensación de mucha conversaciones. Es un diálogo entre los saberes presentes en la situación que registra la multidimensionalidad del mundo y que permite viajar hacia nuevos territorios.
A partir de allí, toda estrategia de comunicación implica:
- Una intención de transformación en una cierta dirección. En este sentido, la estrategia de comunicación implica la búsqueda de un cambio sociocultural situado, guiado por valores y objetivos de transformación que se construyen en conjunto con los otros.
- Una intención de incluir la diversidad. La metodología de comunicación estratégica considera la participación del otro en su definición, diseño e implementación, reconociendo la potencia de la autoorganización.
- Un trabajo transdiciplinario y múltiparadigmático que integra los saberes de la ciencia en pos de una transformación situada. El trabajo de diseñar una estrategia de comunicación no puede quedar reducido a una sola mirada; por el contrario, implica integrar diferentes saberes y dominios para propiciar encuentros abiertos a la complejidad.

## El comunicador estratégico
El comunicador estratégico recorre además un desplazamiento nodal desde lo semiótico a lo simbiótico en tanto toda planificación estratégica requiere incluir en el diseño también a los objetos naturales como sujetos de derecho.
 Por eso la estrategia de comunicación desde la Escuela de Rosario es un dispositivo de investigación acción con pasos que incluyen: Versión Técnica del problema Comunicacional; análisis de Matrices Socioculturales; diagnóstico y prescripción mediante Marcas de Racionalidad Comunicacional; análisis de Mediaciones comunicacionales; Árbol de soluciones, incluyendo la definición de Ejes y tonos de comunicación para las distintas Matrices Socioculturales identificadas como relevantes en torno a la problemática que aborda la estrategia de comunicación.

La comunicación se entiende desde este enfoque como encuentro sociocultural y el diseño de estrategias implica el despliegue de un camino cognitivo capaz de convocar a los actores relevantes en torno a problemáticas situadas, sobre las que se trabaja a partir del reconocimiento de las racionalidades comunicacionales existentes.

Coherente con lo anterior, el modelo de comunicación estratégica busca aportar transformaciones en torno a problemáticas en terreno, propiciando el encuentro sociocultural a partir del aprovechamiento de las capacidades de los actores como agentes del cambio.
Este enfoque concibe la innovación como proceso social de codiseño y apropiación de alternativas novedosas para la resolución de los problemas, proponiendo metodologías de investigación que faciliten la comprensión y coconstrucción de conocimientos de los actores en los procesos de innovación.